# Gardenia posoquerioides
Gardenia posoquerioides är en måreväxtart som beskrevs av Spencer Le Marchant Moore. Gardenia posoquerioides ingår i släktet Gardenia och familjen måreväxter. Inga underarter finns listade i Catalogue of Life.